# Lisa Agrup-Andersson
Karina Lisa Maria Agrup-Andersson, född 8 januari 1911 i Vinslövs församling, Kristianstads län, död 23 januari 1992 i Malmö, var en svensk psykiater. 
Agrup-Andersson blev medicine licentiat vid Lunds universitet 1943. Hon innehade olika läkarförordnanden 1940–1941 och 1943–1949, var förste läkare vid Malmö östra sjukhus från 1949. Där blev hon 1956 Ruben Holmströms efterträdare som överläkare och styresman.
Lisa Agrup-Andersson är begravd på Östra kyrkogården i Malmö.